# Tweede klasse 1904-05 (voetbal België)
Het seizoen 1904/05 van Division 1 (Eerste Afdeeling), de voorloper van de Belgische Tweede Klasse, was het negende seizoen dat er een competitie onder het hoogste niveau gespeeld werd in België. De competitie werd niet als een nationaal niveau beschouwd. Er was ook geen degradatie- of promotieregeling.
De 22 deelnemende ploegen werden ingedeeld volgens vier regionale reeksen "Antwerpen & Oost-Vlaanderen", "Brabant", "Luik" en "West-Vlaanderen", die Division 2 (Tweede Afdeeling) werden genoemd.  Vijf van deze ploegen kwalificeerden zich voor Division 1. Het reserve-elftal van Union Saint-Gilloise werd de uiteindelijke winnaar.  

## Division 2

### Afdeling Antwerpen & Oost-Vlaanderen
|   |   |                       | P | W | G | V | +  | -  | DS  | Ptn |
| - | - | --------------------- | - | - | - | - | -- | -- | --- | --- |
| Q | 1 | AA La Gantoise        | 6 | 6 | 0 | 0 | 26 | 4  | 22  | 12  |
|   | 2 | RC de Gand            | 6 | 4 | 0 | 2 | 23 | 9  | 14  | 8   |
|   | 3 | reserven Beerschot AC | 6 | 2 | 0 | 4 | 13 | 21 | -8  | 4   |
|   | 4 | reserven Antwerp FC   | 6 | 0 | 0 | 6 | 2  | 30 | -28 | 0   |

P: wedstrijden gespeeld, W: wedstrijden gewonnen, G: gelijke spelen, V: wedstrijden verloren, +: gescoorde doelpunten, -: doelpunten tegen, DS: doelsaldo, Ptn: totaal punten,  Q: gekwalificeerd

### Afdeling Brabant
|   |   |                                               | P  | W  | G | V  | +  | -  | DS  | Ptn |
| - | - | --------------------------------------------- | -- | -- | - | -- | -- | -- | --- | --- |
| Q | 1 | reserven Union Saint-Gilloise                 | 14 | 14 | 0 | 0  | 84 | 6  | 78  | 28  |
| Q | 2 | reserven Daring Club de Bruxelles             | 14 | 10 | 2 | 2  | 50 | 8  | 42  | 22  |
|   | 3 | Olympia Club de Bruxelles                     | 14 | 9  | 1 | 4  | 48 | 22 | 26  | 19  |
|   | 4 | reserven Léopold Club                         | 14 | 9  | 1 | 4  | 56 | 35 | 21  | 19  |
|   | 5 | reserven Racing Club de Bruxelles             | 14 | 6  | 0 | 8  | 35 | 22 | 13  | 12  |
|   | 6 | CS de Schaerbeek                              | 14 | 4  | 0 | 10 | 20 | 50 | -30 | 8   |
|   | 7 | reserven Athletic & Running Club de Bruxelles | 12 | 0  | 0 | 12 | 0  | 60 | -60 | 0   |
|   | 8 | Atheneum VV Stockel                           | 12 | 0  | 0 | 12 | 0  | 81 | -81 | 0   |

P: wedstrijden gespeeld, W: wedstrijden gewonnen, G: gelijke spelen, V: wedstrijden verloren, +: gescoorde doelpunten, -: doelpunten tegen, DS: doelsaldo, Ptn: totaal punten,  Q: gekwalificeerd
Opmerking
De bovenstaande eindstand kan niet correct zijn.  Het totaal aantal gescoorde doelpunten (293) is niet gelijk aan het totaal aantal doelpunten tegen (284). Toch is de eindstand zoals hierboven de "officiële" eindstand.

### Afdeling Luik
|   |   |                         | P  | W  | G | V | +  | -  | DS  | Ptn |
| - | - | ----------------------- | -- | -- | - | - | -- | -- | --- | --- |
| Q | 1 | Standard FC Liégeois    | 10 | 10 | 0 | 0 | 61 | 8  | 53  | 20  |
|   | 2 | reserven CS Verviétois  | 10 | 5  | 2 | 3 | 33 | 14 | 19  | 12  |
|   | 3 | SC Theux                | 9  | 5  | 0 | 4 | 22 | 20 | 2   | 10  |
|   | 4 | Athletic FC Verviers    | 9  | 4  | 1 | 4 | 14 | 20 | -6  | 9   |
|   | 5 | reserven FC Liégeois    | 10 | 2  | 1 | 7 | 10 | 40 | -30 | 5   |
|   | 6 | Daring Club Sclessinois | 10 | 1  | 0 | 9 | 11 | 48 | -37 | 2   |

P: wedstrijden gespeeld, W: wedstrijden gewonnen, G: gelijke spelen, V: wedstrijden verloren, +: gescoorde doelpunten, -: doelpunten tegen, DS: doelsaldo, Ptn: totaal punten,  Q: gekwalificeerd
Opmerking
De bovenstaande eindstand kan niet correct zijn.  Het totaal aantal gescoorde doelpunten (151) is niet gelijk aan het totaal aantal doelpunten tegen (150). Toch is de eindstand zoals hierboven de "officiële" eindstand.

### Afdeling West-Vlaanderen
|   |   |                      | P | W | G | V | +  | -  | DS  | Ptn |
| - | - | -------------------- | - | - | - | - | -- | -- | --- | --- |
| Q | 1 | SC Courtraisien      | 6 | 5 | 0 | 1 | 54 | 11 | 43  | 10  |
|   | 2 | FC Yprois            | 6 | 3 | 1 | 2 | 21 | 25 | -4  | 7   |
|   | 3 | FC Mouscron          | 6 | 2 | 1 | 3 | 18 | 34 | -16 | 5   |
|   | 4 | Leopold FC d'Ostende | 6 | 1 | 0 | 5 | 9  | 32 | -23 | 2   |

P: wedstrijden gespeeld, W: wedstrijden gewonnen, G: gelijke spelen, V: wedstrijden verloren, +: gescoorde doelpunten, -: doelpunten tegen, DS: doelsaldo, Ptn: totaal punten,  Q: gekwalificeerd

## Division 1
De vijf gekwalificeerde ploegen speelden een competitie onder de naam Division 1.  Winnaar werd het reserve-elftal van Union Saint-Gilloise. 
|   |   |                                   | P | W | G | V | +  | -  | DS  | Ptn |
| - | - | --------------------------------- | - | - | - | - | -- | -- | --- | --- |
| K | 1 | reserven Union Saint-Gilloise     | 8 | 6 | 1 | 1 | 33 | 12 | 21  | 13  |
|   | 2 | SC Courtraisien                   | 8 | 6 | 0 | 2 | 31 | 23 | 8   | 12  |
|   | 3 | AA La Gantoise                    | 8 | 5 | 0 | 3 | 30 | 17 | 13  | 10  |
|   | 4 | Standard FC Liégeois              | 8 | 2 | 1 | 5 | 14 | 31 | -17 | 5   |
|   | 5 | reserven Daring Club de Bruxelles | 8 | 0 | 0 | 8 | 3  | 28 | -25 | 0   |

P: wedstrijden gespeeld, W: wedstrijden gewonnen, G: gelijke spelen, V: wedstrijden verloren, +: gescoorde doelpunten, -: doelpunten tegen, DS: doelsaldo, Ptn: totaal punten, K: kampioen